# 黄昏を追い抜いて
「黄昏を追い抜いて」（たそがれをおいぬいて）は、辛島美登里のシングル。1989年9月25日発売。発売元はファンハウス。

## 解説
- バージョン違いの第1版がベスト・アルバム『Zinc White』、シングル『夏色物語』のカップリングに収録、第2版がセルフカヴァーアルバム『Smile and Tears〜涙が虹にかわる瞬間（とき）』に収録されている。
- 「月曜ドラマスペシャル」の初代オープニングテーマであった。
- カップリングの「輝きの瞬間」は丸善建設のCMソングとなっている。

## トラック
1. 黄昏を追い抜いて （4分33秒） 
  - 作詞：辛島美登里・小泉まさみ、作曲：辛島美登里、編曲：久米大作
2. 輝きの瞬間（とき） （3分51秒）
  - 作詞・作曲：辛島美登里、編曲：久米大作

## 関連作品
- Gently
- 夏色物語
- Zinc White
- Hello Goodbye
- SINGLES
- GOLDEN☆BEST 辛島美登里
- Smile and Tears〜涙が虹にかわる瞬間（とき）